# Norske Intelligenz-Seddeler

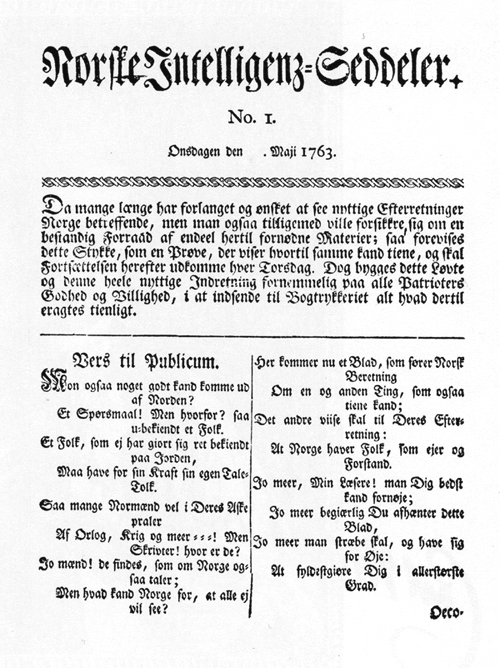
Premier numéro du Norske Intelligenz-Seddeler.

Norske Intelligenz-Seddeler est considéré comme le premier journal périodique norvégien. Il paraît pour la première fois le 25 mai 1763. Il cesse de paraître en 1920.